# Václav Čabelický ze Soutic
Generál plukovník Václav Čabelický ze Soutic a na Žimuticích (okolo 1600 asi Žimutice – 31. října nebo 1. listopadu 1648 Praha) byl český šlechtic z jihočeského rodu Čabelických ze Soutic a důstojník císařské armády působící v období třicetileté války. Během švédského obléhání Prahy na podzim 1648 byl postřelen a na následky zranění pak zemřel. Stal se tak jednou z obětí třicetileté války, který zahynul již po jejím oficiálním skončení.

## Život

### Mládí

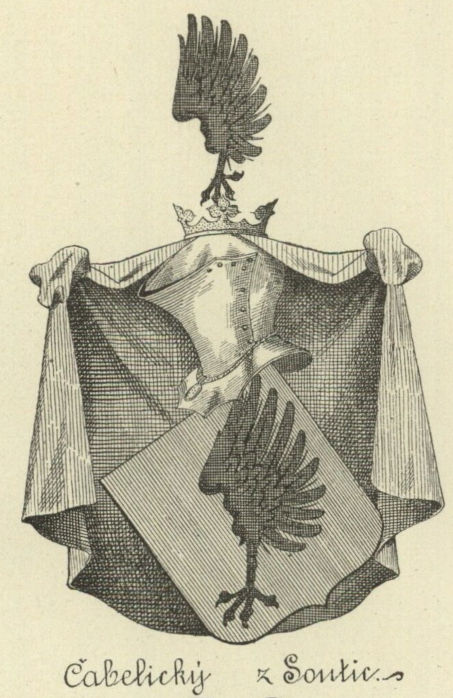
Erb Čábelických ze Soutic

Byl synem rytíře Karla staršího Čabelického ze Soutic a jeho manželky, narodil se zřejmě na rodovém sídle, zámku v jihočeských Žimuticích. Jeho bratry byli mj. Kryštof, Šebestián a Vratislav Čábeličtí. Karel starší se zapojil do stavovského povstání proti císaři Ferdinandu II., za což byl odsouzen ke ztrátě téměř veškerého majetku, včetně Žimutic.
Václav pak spolu se svým bratrem Vratislavem věrně sloužil císařské moci v rámci probíhající třicetileté války, již v březnu 1621 je připomínán jako vymahač půjčky města Kolína císaři. Za jejich služby jim byl císařem udělen přídomek svobodný pán a povýšil tím původně rytířský rod Čabelických do panského stavu.

### Vojenská kariéra
Během služby v císařské armádě dosáhl hodnosti generálporučíka (generál lajtnant). Při obléhání Jihlavy roku 1647 byl zajat a po dobytí města následně osvobozen.

### Švédské obléhání Prahy
Účastnil se obrany Prahy před švédskými vojsky generála Arvida Wittenberga, která již vyplenila Hradčany a Malou Stranu. Koncem října 1648 se švédské vojsko pokusilo o rozhodný útok. 24. října již byla podepsána mírová dohoda, zpráva o ní však ještě k švédskému vojsku nedorazila. Zde ve vojsku pod velením Colloreda z Wallsee zastával jedno z vedoucích míst mezi obránci.

V noci 25. října 1648 pronikli Švédové zákopem do prostoru mezi hradebními a zahradními zdmi a zahájili útok. I když do něj vrhli všechny síly, nepodařilo se jim proniknout dále do města. Zvlášť měli namířeno na sýpku u Horské brány obsazenou studenty a v zákopech, vpředu s pěchotou a dragouny. O odpor těchto oddílů se roztříštily všechny tři pokusy Švédů, kteří nakonec ustoupili. V rozhořčeném boji trvajícím až do dvou hodin odpoledne ztratil nepřítel na 800 mrtvých a raněných. Císařských bylo zabito na 30, raněno asi 50. K Horské bráně dorazil na pomoc s částí dalších obránců-dobrovolníků také Čabelický, který měl původně hájit Podskalí. I díky nasazení podskalských obránců se Horskou bránu podařilo uhájit, v boji pak v oblasti hrudi utrpěl těžké střelné poranění. 

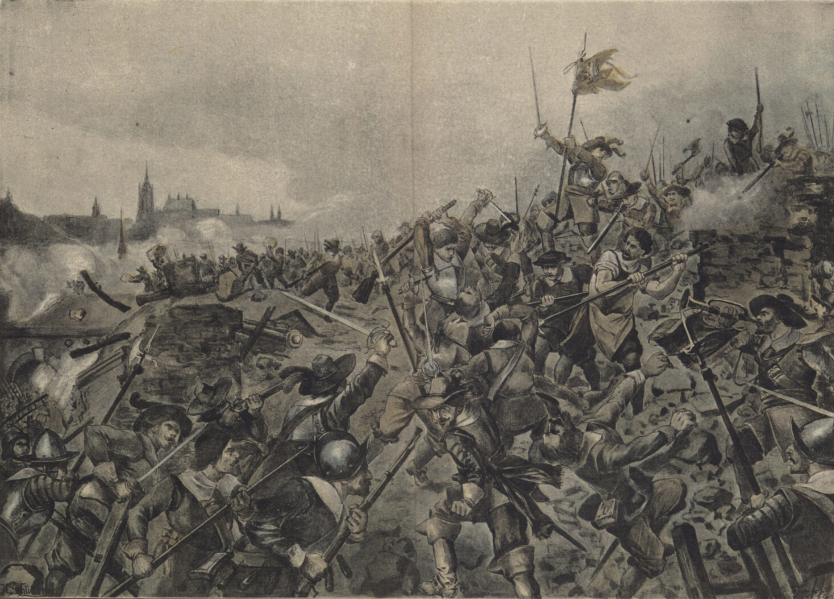
Švédský útok na Horskou bránu 24. října 1648 (ilustrace H. Schüllingera)

Historik Karel Vladislav Záp pak udává, že jeho zranění se mělo stát již 8. října, když Čabelický prováděl inspekci u Horské brány. Jan Norbert Zatočil z Levenburku, soudobý kronikář, uvádí, že Čabelický (v obou případech) se stal obětí myslivce z konopišťského panství Zdeňka Nováka, vynikajícího střelce, kterého s sebou přivedl generál a hrabě Wittenberg z tažení na Tábor. Zdeněk Novák měl být potrestán za dvojnásobnou vraždu spáchanou ze žárlivosti v den svatby v benešovském kostele. Vyhnul se trestu tím, že když byl veden na popraviště na vrch Šiberně u Benešova, nabídl přesunujícím se Švédům své služby. Zdeněk Novák si vyhotovil ze silných prken (fošen) vysokou úzkou věž na válcích, kterou posunoval i při nejprudší střelbě až k hradbám. Nejprve ji měl umístěnou u Koňské brány, později u Horské. Ve věži měl zhotovený otvor a odtud z pušky střílel na Pražany. Každá jeho rána byla smrtonosná, kdežto on byl ukryt a v bezpečí. Teprve když postřílel řadu lidí, odvážili se dva vojáci a lstí za odměnu 10 dukátů jeden z nich a nebezpečného odstřelovače zlikvidoval.  

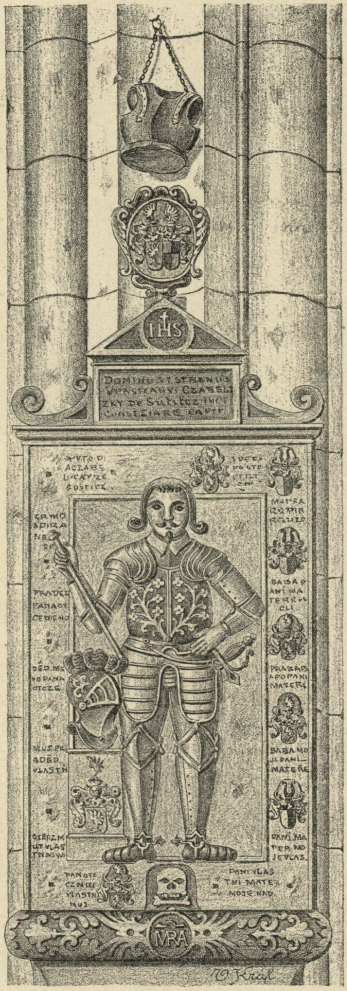
Náhrobek Václava Čabelického ze Soutic v Týnském chrámu v Praze (kresba V. Krále z Dobré Vody)

### Úmrtí
Václav Čabelický ze Soutic zemřel po krutých bolestech 31. října 1648 v Praze na následky svého zranění. Poslední útěchu mu poskytl jezuita Bohuslav Balbín, tehdy osmadvacetiletý scholastik klementinské koleje. 12. listopadu byl pak slavně pochován v chrámu Matky Boží před Týnem, kde byl umístěn jeho náhrobek. Nad ním byl za řetízek pověšen jeho (patrně prostřelený) kovový krunýř.

### Rodina
Jeho první ženou byla Johanka Voračická z Pabětic. Po její smrti roku 1640 se oženil s její sestrou Zuzanou Kristýnou. Bratr Kryštof se po vpádu Švédů a Sasů do Čech stal spolu s Davidem Chlumčanským z Přestavlk jedním ze dvou velitelů českých dobrovolnických oddílů ve švédské armádě. Po vytlačení protestantských vojsk byl roce 1632 zajat, uvězněn, souzen a poté v Českých Budějovicích sťat za organizaci selského povstání proti císaři.